# Maggie Valley
Maggie Valley est une ville américaine située dans le comté de Haywood dans l'État de Caroline du Nord. En 2010, sa population était de 1 150 habitants.

## Source de la traduction
- (en) Cet article est partiellement ou en totalité issu de l’article de Wikipédia en anglais intitulé « Maggie Valley, North Carolina » (voir la liste des auteurs).

## Démographie
| 1980 | 1990 | 2000 | 2010  | - | - |
| ---- | ---- | ---- | ----- | - | - |
| 202  | 185  | 607  | 1 150 | - | - |